# Condicions de Sàkharov
Les condicions de Sàkharov és el nom donat a unes condicions que podrien permetre la bariogènesi, és a dir un fenomen que permetria passar d'un estat on la matèria i l'antimatèria es troben en quantitats exactament idèntiques dins l'univers primordial, a un estat en el que existeix un lleuger excés de matèria sobre l'antimatèria. Aquestes condicions han estat anomenades d'aquesta manera en honor del físic rus Andrei Sàkharov, que les formulà l'any 1967.

## Les tres condicions de Sàkharov
Perquè la bariogènesi pugui tenir lloc, cal:
- Que la matèria i l'antimatèria obeeixin lleis físiques diferents. Això es tradueix en una violació de la simetria C i de la simetria CP.
- Que existeixi un procés que violi la conservació del nombre bariònic. En efecte, el nombre bariònic és igual a la diferència entre el nombre de partícules de matèria (més precisament del nombre de barions i el nombre de partícules d'antimatèria (antibarions). Aquest nombre se suposa nul a l'inici, però no nul al final de la bariogènesi, perquè aquest procés electrofeble genera un excés de barions.
- Que hi hagi una ruptura de l'equilibri tèrmic. En efecte, en equilibri tèrmic, les quantitats relatives de reaccions que produeixen barions són iguals a les que produeixen els antibarions. Cal que es trenqui l'equilibri tèrmic per què un dels tipus de reaccions pugui tenir lloc més vegades que l'altra. (s'ha de fer notar que, òbviament, si hi ha una ruptura de l'equilibri tèrmic s'ha de donar la primera condició necessàriament, si la matèria i l'antimatèria segueixen les mateixes lleis no sembla possible que es pugui trencar l'equilibri tèrmic de les dues classes de reaccions).

Les condicions de Sàkharov són, un cert sentit, relativament trivials: són condicions necessàries perquè la bariogènesi es pugui produir. A la pràctica, enfocar un escenari de física de partícules que permeti que es donin aquestes condicions és molt difícil.